# ینی‌کوی (گوینوجک)
ینی‌کوی (به ترکی استانبولی: Yeniköy) یک منطقهٔ مسکونی در ترکیه است که در گوینوجک واقع شده‌است.